# Helicopacris viridans
Helicopacris viridans är en insektsart som beskrevs av Marius Descamps 1978. Helicopacris viridans ingår i släktet Helicopacris och familjen Romaleidae. Inga underarter finns listade i Catalogue of Life.